# Rechtach
Die Rechtach ist ein rechter Zufluss zur Ramsach in Oberbayern.
Sie entsteht am Südende des Murnauer Mooses aus verschiedenen Zuflüssen und Gräben. Ein Teil dieser sammelt sich im Oberlauf Sonderbrunnenbach, welcher weiter im Moos nordwärts fließt,
um schließlich am Nordende des Mooses von rechts in die Ramsach zu mündet.